# Vliegramp bij Tân Sơn Nhứt
Het Tan Son Nhut C-5-ongeval was een crash van een C-5A Galaxy op 4 april 1975. Het vliegtuig stortte neer tijdens een poging tot een noodlanding op Vliegbasis Tân Sơn Nhứt, Saigon, Vietnam. De vlucht was de eerste van de reeks vluchten van Operatie Babylift waarbij Amerikanen, voorafgaand aan de terugtrekking van hun leger uit Vietnam, weeskinderen overbrachten naar de Verenigde Staten.
De oorzaak van de ramp waren de niet correct gesloten achterste laadkleppen. Toen de laadkleppen op 7000 meter hoogte opensprongen ontstond een explosieve decompressie. Twee hydraulische systemen werden buiten werking gesteld waardoor de besturing van het richtingsroer en hoogteroer uitviel. Als gevolg hiervan werd het toestel bijna onbestuurbaar en probeerde men een noodlanding te maken. Het vliegtuig vloog met bijna 500 km/u tegen de grond, waarna het weer de lucht in ging en even voorbij de Sài Gòn crashte.
Het ongeval betekende het tweede operationele verlies en de eerste fatale crash voor de C-5 Galaxyvloot. 